# Jörn Staecker
Jörn Staecker (* 27. April 1961 in Buxtehude; † 15. Dezember 2018 in Tübingen) war ein deutscher Mittelalterarchäologe und Professor für Archäologie des Mittelalters an der Universität Tübingen.

## Leben
Jörn Staecker studierte von 1983 bis 1990 an der Universität Kiel Ur- und Frühgeschichte mit den Nebenfächern Mittlere und Neuere Geschichte sowie Klassische Archäologie. Anschließend verbrachte er die nächsten vier Jahre als Stipendiat der Birkastiftung sowie als Doktorandenstipendiat des Svenska institutet und der Vitterhetsakademien forschend in Uppsala, Lund und St. Petersburg, um 1995 seine Promotion in Kiel abzuschließen. Von 1994 bis 1999 übernahm er die Lehrstuhlvertretung für Mittelalterarchäologie an der Universität Lund, ab 1998 als gewählter stellvertretender Institutsdirektor. Von 2000 bis 2004 war er als Forscher in Lund und für das Riksantikvarieämbetet in Stockholm tätig. 2001 habilitierte er sich in Lund. Von 2005 bis 2008 war er an der Uppsala universitet Campus Gotland Inhaber der Professur für Historische Archäologie am Institut für Archäologie und Osteologie, dessen gewählter Direktor er ab 2006 war. 2008 nahm er als Nachfolger von Barbara Scholkmann den Ruf an die Universität Tübingen an. Von 2009 bis 2014 war er als universitärer Vertreter im Beirat und seit 2014 im Vorstand der Gesellschaft für Archäologie in Württemberg und Hohenzollern vertreten.
Staecker war verheiratet und Vater von drei Kindern.

## Schriften (Auswahl)
Monographien
- Kreuz- und Kruzifixanhänger der Wikingerzeit in Altdänemark. Schriftliche Hausarbeit zur Erlangung eines Magister Artium (M.A.) der Philosophischen Fakultät der Christian-Albrechts-Universität zu Kiel. Kiel 1990 (ungedruckt).
- Rex regum et dominus dominorum. Die wikingerzeitlichen Kreuz- und Kruzifixanhänger als Ausdruck der Mission in Altdänemark und Schweden. Almqvist & Wiksell International, Stockholm 1999 (= Lund Studies in medieval Archaeology Band 23. ISSN 0283-6874), (zugleich Universität Kiel, Dissertation 1995).
- Dialog mit dem Tod – Die hoch- und spätmittelalterliche Bestattungssitte und Grablege Südskandinaviens (= Tübinger Forschungen zur historischen Archäologie). (Druck in Vorbereitung).
- Jörn Staecker, Matthias Toplak, Tobias Schade: Multimodalität in der Archäologie – Überlegungen zum Einbezug von Kommunikationstheorien in die Archäologie anhand von drei Fallbeispielen. S. 61–105 In: IMAGE. Zeitschrift für interdisziplinäre Bildwissenschaft. Ausgabe 28, Juli 2018, (Volltext  auf gib.uni-tuebingen.de)

Herausgeberschaften
- The European Frontier – Clashes and Compromises in the Middle Ages. Symposium Lund 2000. (Lund Studies in Medieval Archaeology Band 33). Gotland University College Reports. Centre for Baltic Studies, CCC papers 7. Lund 2004.
- mit Carola Jäggi: Archäologie der Reformation. Studien zu den Auswirkungen des Konfessionswechsels auf die materielle Kultur.  Symposium Erlangen 2004 (= Arbeiten zur Kirchengeschichte Band 104). De Gruyter, Berlin –New York 2007, ISBN 3-11-019513-5
- The Reception of Medieval Europe in the Baltic Sea Region. Visby Symposiet. Acta Visbyensia XII. Visby 2009.
- mit Anke K. Scholz, Martin Bartelheim, Roland Hardenberg: ResourceCultures. Sociocultural Dynamics and the Use of Resources – Theories, Methods, Perspectives  (= RessourcenKulturen Band 5). Tübingen 2017 (Volltext).
- mit Matthias Toplak: Die Wikinger. Entdecker und Eroberer, Propyläen, Berlin 2019, ISBN 978-3-549-07648-4.